# Lycaeides shiroumana
Lycaeides shiroumana är en fjärilsart som beskrevs av Matsumura 1929. Lycaeides shiroumana ingår i släktet Lycaeides och familjen juvelvingar. Inga underarter finns listade i Catalogue of Life.